# ملازم تحقيق

ملازم تحقيق هو محقق جنائي، يحمل الصفة القضائية، يعمل على وظيفة (مدنية)، تعتبر أول مرتبة في سلم وظائف أعضاء النيابة العامة بالمملكة العربية السعودية ، يمارس شاغلها التحقيق في الجرائم كالقتل والخطف والاغتصاب والابتزاز والسرقات والسطو المسلح والاعتداء على النفس والمال والعرض وتهريب المخدرات والمسكرات وترويجها، وغيرها من الجرائم التي تعاقب عليها الشريعة الاسلامية والانظمة المرعية بالمملكة العربية السعودية>

## شروط القبول
ويشترط لشغل هذه الوظيفة الشروط التالية:
1. أن يكون سعودي الجنسية.
2. أن يكون حسن السيرة والسلوك.
3. أن يكون متمتعاً بالأهلية اللازمة.
4. أن يكون حاصلاً على الشهادة الجامعية في تخصص الشريعة أو الأنظمة.
5. ألا يقل عمره عن إثنين وعشرين عاماً.
6. أن يكون لائقاً صحياً للخدمة.
7. ألا يكون قد حكم عليه بحد أو تعزير أو في جرم مخل بالشرف أو الأمانة.
8. أن يجتاز بنجاح الاختبار الذي يعقد لغرض التعيين.

## المميزات
1. الحصانة القضائية.[2]
2. يتم تعيين عضو النيابة العامة لأول مرة بأمر ملكي.[3]
3. يتم ترقية عضو النيابة العامة بأمر ملكي.[3]
4. يعامل أعضاء النيابة العامة من حيث الرواتب والبدلات والمكافآت والمزايا معاملة نظرائهم في نظام القضاء.[4]
5. يكون لعمل أعضاء النيابة العامة الصفة القضائية ويتمتعون في أعمالهم بالإستقلال التام ولا يخضعون إلا لإحكام الشريعة الإسلامية، وليس لأحد التدخل في مجال أعمالهم.[5]
6. يمنح عضو النيابة العامة عند مباشرته العمل لأول مرة بدل يسمى (بدل تعيين) يعادل راتبه ثلاث مرات يصرف لمرة واحدة.[6]
7. يحصل عضو النيابة العامة على (شارة) عمل ميدانية ذهبية اللون داخل محفظة جلدية مدون وصف حاملها باللغة العربية والإنجليزية.[7]

8. يتمتع عضو النيابة العامة بجميع الحقوق والمزايا المدنية بنظام الخدمة المدنية والتقاعد المدني.[8]

## المسميات الأخرى المرادفة
محقق، قاضي تحقيق، عضو النيابة العامة، وكيل النيابة، وكيل النائب العام، المدعي العام، النائب العام

## التدرج الوظيفي
1. ملازم تحقيق
2. محقق ج
3. محقق ب
4. محقق أ
5. وكيل رئيس دائرة تحقيق وادعاء ب
6. وكيل رئيس دائرة تحقيق وادعاء أ
7. رئيس دائرة تحقيق وادعاء ب
8. رئيس دائرة تحقيق وادعاء أ
9. مدعي استئناف
10. رئيس دوائر تحقيق وادعاء

## الترقيات
يشترط لملازم التحقيق في ترقيته إلى مرتبة (محقق ج) ان يمضي ثلاث سنوات في الخدمة...

## التدريب والإبتعاث
يخضع ملازم التحقيق لدورات تدريبية مكثفة داخل المملكة وخارجها في التعرف على أساليب التحقيق وكيفية التعامل مع المجرمين والطرق المناسبة لاستجوابهم واخضاعهم للتحقيق، ويسمح لعضو النيابة العامة بإكمال دراسته العليا بدرجتي الماجستير والدكتوراة في التخصصات الجنائية والحقوقية والشرعية ذات الاختصاص.

## إختصاصات النيابة العامة
1. التحقيق في الجرائم.
2. التصرف في التحقيق برفع الدعوى أو حفظها.
3. الإدعاء أمام الجهات القضائية.
4. طلب تمييز الأحكام.
5. الإشراف على تنفيذ الأحكام الجزائية.
6. الرقابة والتفتيش على السجون ودور التوقيف، وأي أماكن تنفذ فيها أحكام جزائية.